# بیبلیوکامنز
بیبلیوکامنز (به انگلیسی: BiblioCommons) یک شرکت خصوصی مستقر در تورنتو، انتاریو، کانادا است که فهرست تعاملی فرانت‌اند و خدمات وب را برای کتابخانه‌ها توسعه می‌دهد. این شرکت در فوریه ۲۰۲۰، توسط گروه ولاریس خریداری شد.
در حال حاضر، سرتاسر جهان به اُپک بیبلیوکامنز دارای بیش از ۲۰۰ کتابخانه عمومی در چهار کشور دسرسی دارد. بیبلیوکور، فهرست آنلاین، با سیستم‌های کتابخانه یکپارچه موجود (ILS) ادغام می‌شود و یک جایگزین کامل اُپک ایجاد می‌کند که شامل جستجو، ادغام حساب، ابزارهای جدید، ادغام کتاب الکترونیکی، توصیه‌های کارکنان کتابخانه، و توانایی ایجاد یک جامعه در حوزه مجموعه کتابخانه است.